# Brennisteinsalda
Brennisteinsalda je sopka na jihu Islandu. Její nadmořská výška je přibližně 855 metrů. Nachází se poblíž hory Landmannalaugar a nedaleko sopky Hekly .
Její název v překladu znamená: vlny síry. Na svazích hory se vyskytují skvrny síry, které je zbarvily. Hora je zbarvena i jinými barvami: zelenou z mechů, černou a modrou z lávy a popela, železo vyskytující se v zemi horu do červena. Je jednou z nejbarevnějších hor Islandu, její fotografie se často nachází v knihách a kalendářích.
Hora je stále aktivní sopkou a na jejích svazích se vyskytují horké sirné prameny a vývěry páry. Prochází jí turistická stezka Laugavegur. Před horou obsidiánové lávové pole.

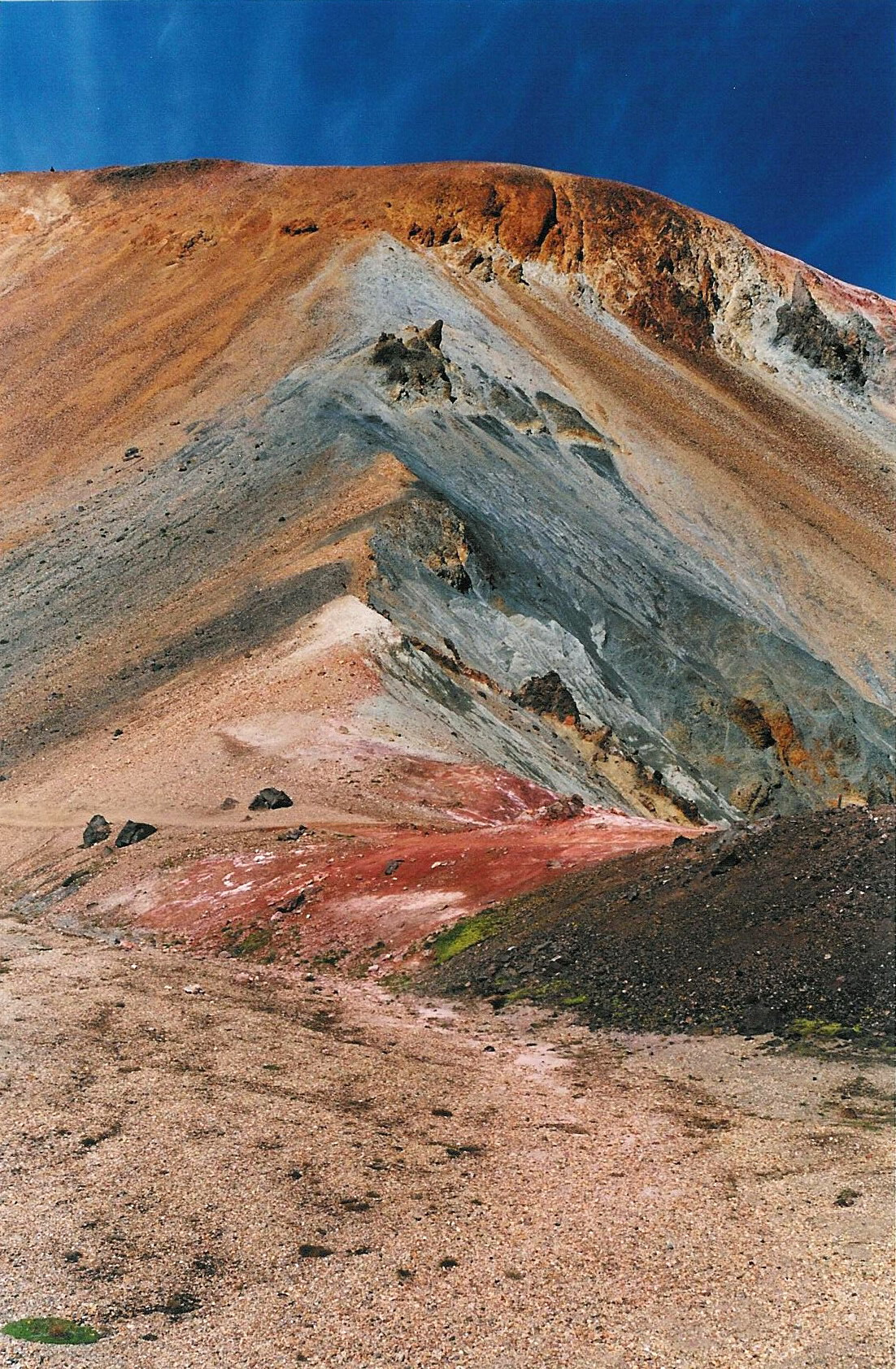
Brennisteinsalda